# Jelisaweta Fjodorowna Litwinowa

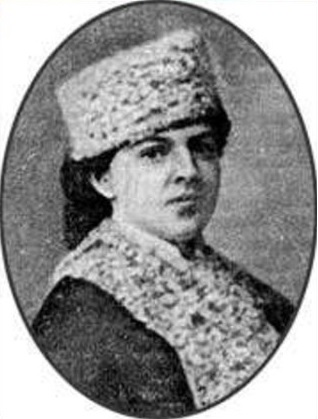
Jelisaweta Litwinowa

Jelisaweta Fjodorowna Litwinowa, geborene Iwaschkina (russisch Елизавета Федоровна Литвинова, ур. Ивашкина; * 21. Septemberjul. / 3. Oktober 1845greg. in Tula, Russland; † 1919 in Russland) war eine russische Mathematikerin und Pädagogin. Sie war die erste Frau, die 1879 in Europa in Mathematik regulär promovierte.

## Leben und Werk
Iwaschkina heiratete 1866 Wiktor Litwinow und erhielt Unterricht bei Alexander Nikolajewitsch Strannoljubski, dem ehemaligen Privatlehrer für Mathematik von Sofja Wassiljewna Kowalewskaja. 1872 verstarb ihr Ehemann und sie fuhr nach Zürich, um bis 1876 am Polytechnischen Institut zu studieren. Hier war sie eine Schülerin von Hermann Amandus Schwarz, der 1897 in die Russische Akademie der Wissenschaften aufgenommen wurde. 1873 verfügte der Zar Alexander II. (Russland), dass alle in Zürich studierenden russischen Frauen nach Russland zurückkehren müssen. Litwinowa gehörte zu den wenigen, die diesem Dekret nicht nachkamen. 1876 erhielt sie in Zürich das Baccalaureat. 1868 ließ die Universität Bern eine erste Frau zum Studium zu und dadurch, dass der Zar die Universität Zürich zur revolutionären Universität erklärte, studierten von 1873 bis zum Ersten Weltkrieg viele Frauen aus Russland in Bern. Die erste Frau, die in Europa in Mathematik regulär promovierte, war 1879 an der Universität Bern bei Ludwig Schläfli Litwinowa mit der Dissertation: Lösung einer Abbildungsaufgabe. Als sie nach Russland zurückkehrte, wurde sie Lehrerin für die unteren Klassen eines Privatgymnasiums in Sankt Petersburg, da sie das zaristische Dekret von 1873 ignoriert hatte. Nach mehreren Jahren und wiederholten Bittgängen wurde ihr als erster Frau in Russland gestattet, Mathematik für die höheren Klassen im Gymnasium zu unterrichten. Sie wurde stundenweise bezahlt und ergänzte ihr geringes Gehalt durch das Schreiben von Biografien berühmter Mathematiker wie Aristoteles oder Sofja Wassiljewna Kowalewskaja. Da sie sich dem Dekret des Zaren widersetzt hatte, bekam sie keine Pensionsrechte. 1897 gehörte sie zu den 4 russischen Delegierten, die an dem International Women’s Congress in Brüssel teilnahmen. Im selben Jahr wurde sie Mitglied der Sankt Petersburger Mathematischen Gesellschaft. Sie starb 1919 während des Bürgerkrieges nach der russischen Revolution. Sie veröffentlichte über 70 Artikel zur Philosophie und Praxis des Mathematikunterrichts.